# Fränkisches Seenland

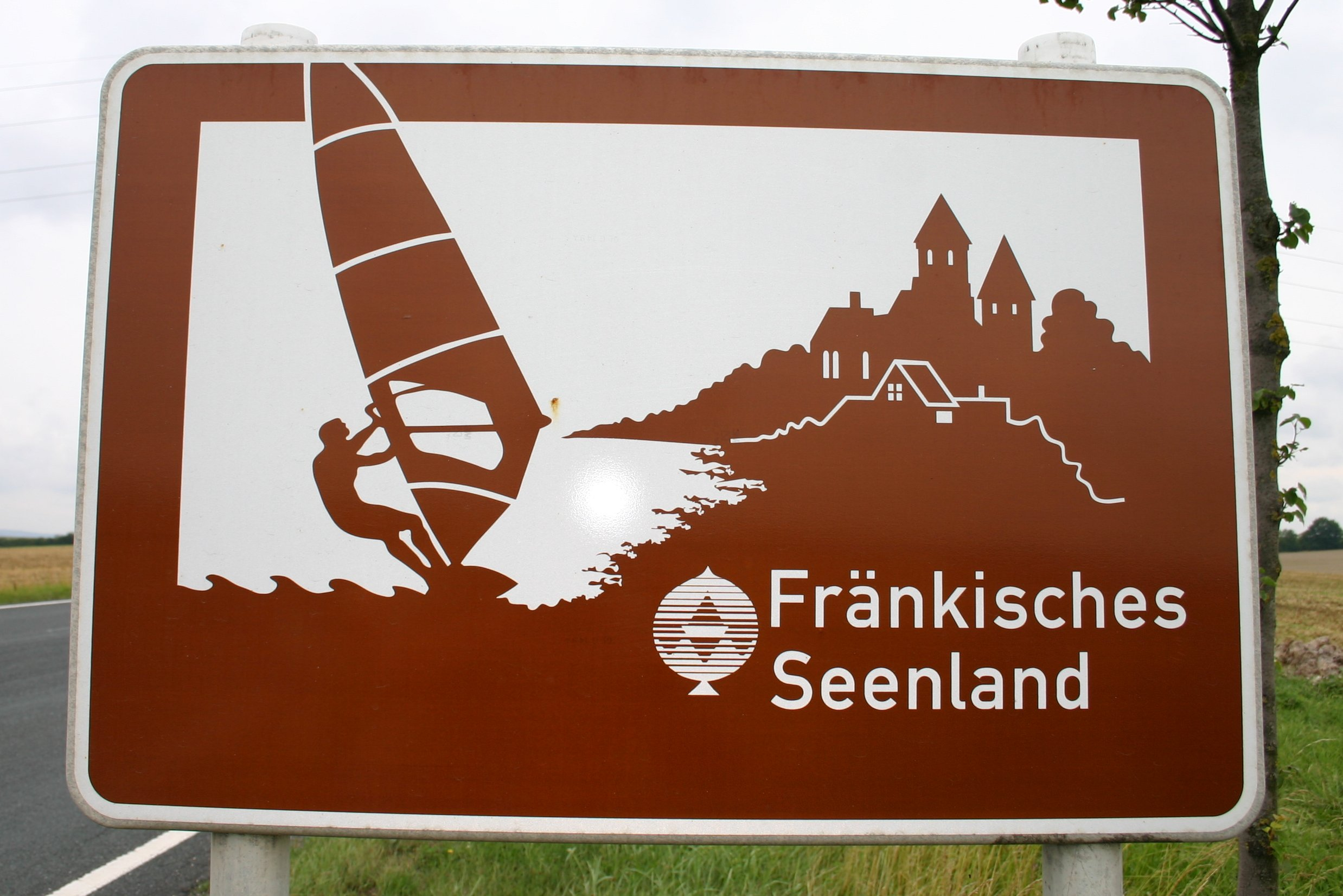
Fränkisches Seenland

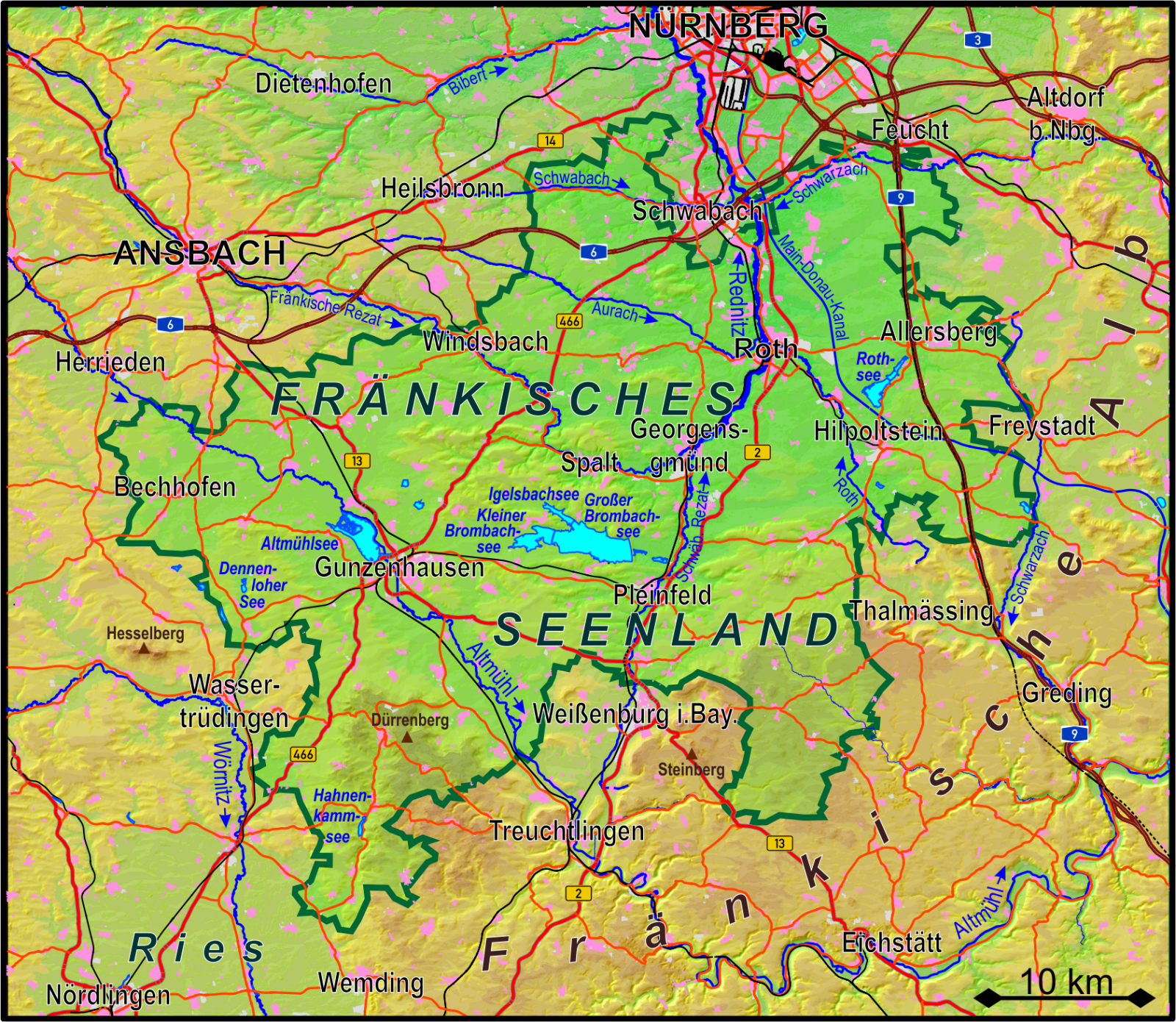
Lage und Topografie des Fränkischen Seenlands

Das Fränkische Seenland ist ein Gebiet mit künstlich angelegten Seen in Bayern, knapp 50 km südwestlich von Nürnberg im Regierungsbezirk Mittelfranken. Anfangs war der Begriff Neues Fränkisches Seenland in Gebrauch. Die Seen entstanden im Wesentlichen mit der Donau-Main-Überleitung, die angelegt wurde, um die Wasserverteilung zwischen dem wasserreichen Süd- und  dem wasserarmen Nordbayern auszugleichen; das erfolgt durch die Überleitung von Wasser aus dem Altmühl- und Donautal über die Europäische Hauptwasserscheide in das Regnitz-Main-Gebiet. Auch für den Tourismus in der Region ist das Gebiet sehr bedeutsam.

## Geographie
Nach der Abgrenzung durch das Bayerische Landesamt für Statistik und Datenverarbeitung erstreckt sich das Fränkische Seenland über 45 Städte und Gemeinden in drei Landkreisen:
- Landkreis Ansbach: Südöstlicher Teil mit den Gemeinden Arberg, Bechhofen, Merkendorf, Mitteleschenbach, Ornbau, Unterschwaningen, Weidenbach, Windsbach und Wolframs-Eschenbach
- Landkreis Roth: Der größte Teil des Landkreises, mit Ausnahme seiner beiden südöstlichsten Gemeinden (Greding und Thalmässing): Abenberg, Allersberg, Büchenbach, Georgensgmünd, Heideck, Hilpoltstein, Kammerstein, Schwanstetten, Rednitzhembach, Röttenbach, Rohr, Roth, Spalt und Wendelstein.
- Landkreis Weißenburg-Gunzenhausen: Nördlicher und westlicher Teil des Landkreises, mit den Gemeinden Absberg, Alesheim, Muhr a.See, Bergen, Burgsalach, Dittenheim, Ellingen, Ettenstatt, Gnotzheim, Gunzenhausen, Haundorf, Heidenheim, Höttingen, Markt Berolzheim, Meinheim, Nennslingen, Pfofeld, Pleinfeld, Polsingen, Raitenbuch, Theilenhofen und Westheim.

## Die Seen

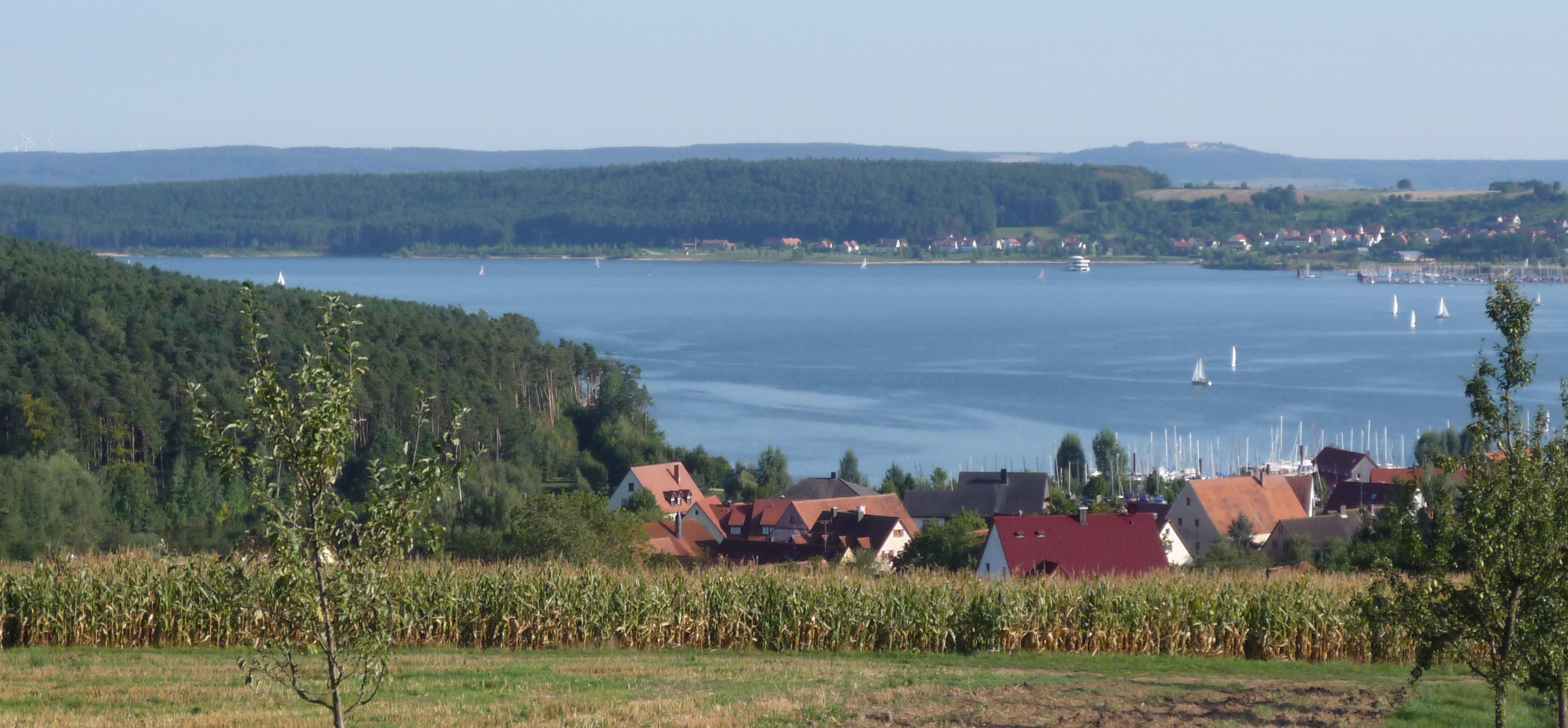
Großer Brombachsee

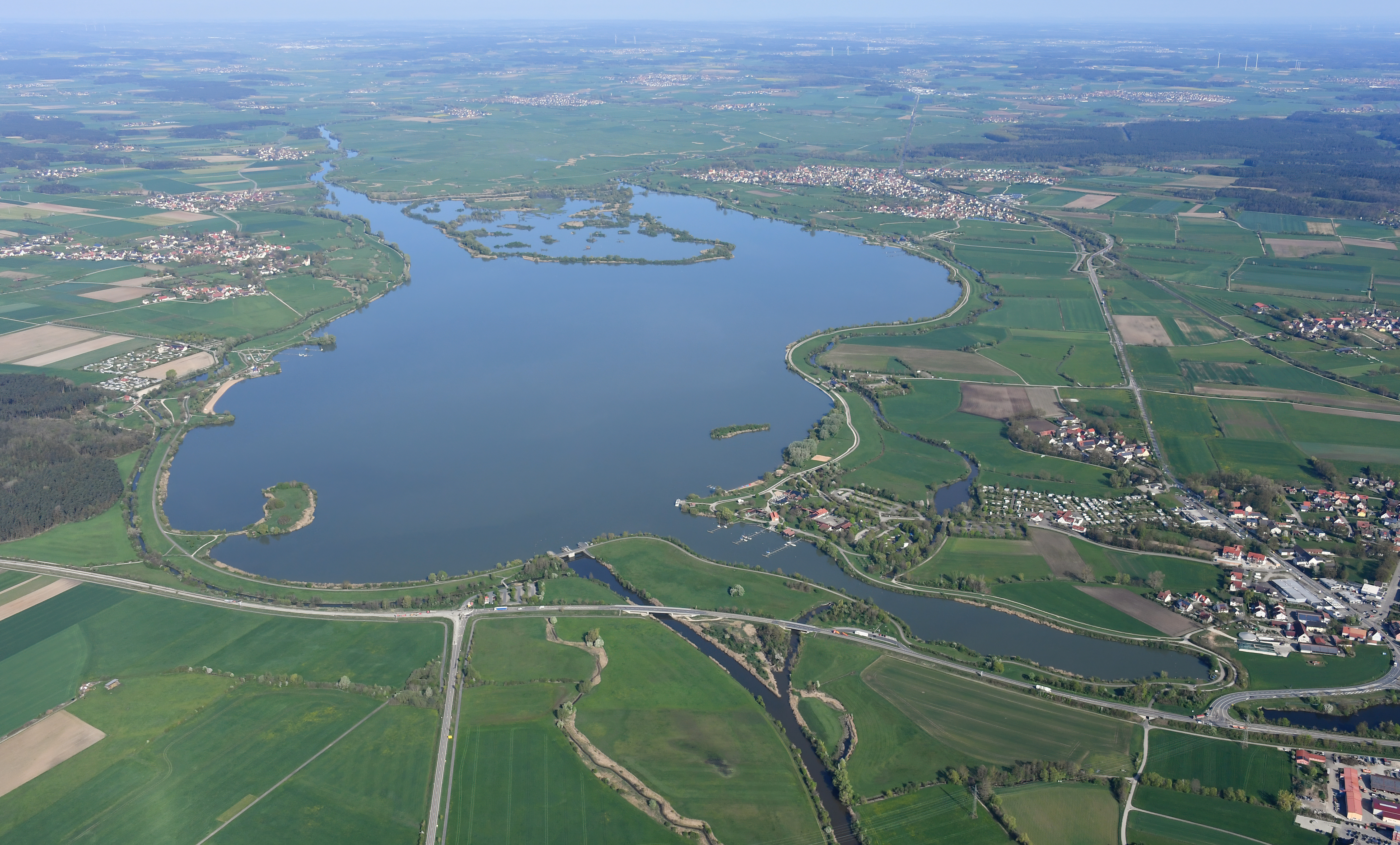
Altmühlsee aus der Luft gesehen

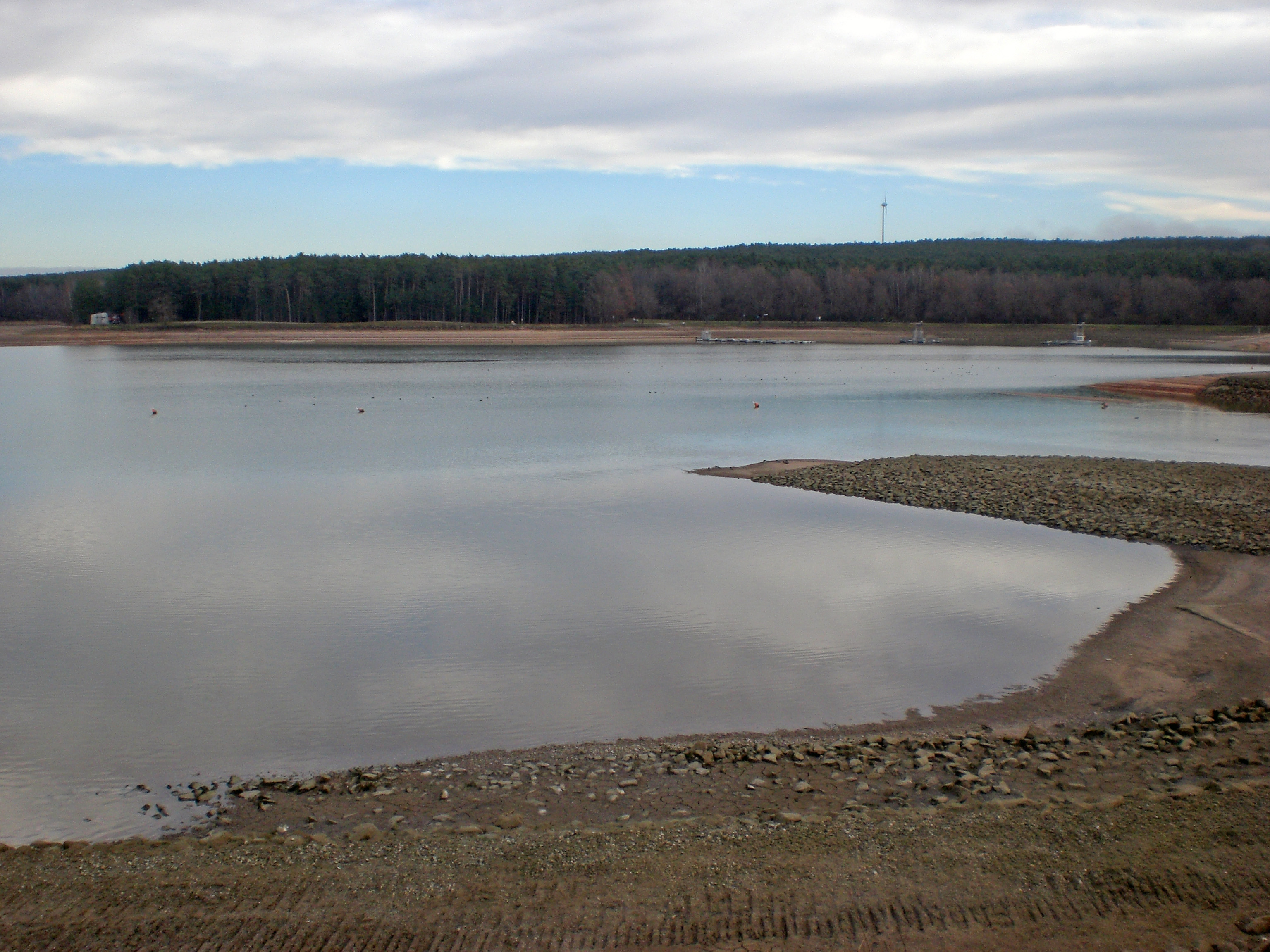
Rothsee (2023)

Das Zentrum des Fränkischen Seenlandes bilden der Große Brombachsee, der Kleine Brombachsee und der Igelsbachsee, drei unmittelbar nebeneinander liegende Stauseen, die nur durch 2 Staudämme voneinander getrennt sind, des Weiteren der rund 10 km westlich liegende Altmühlsee und der 20 Kilometer nordöstlich gelegene Rothsee. Auch der 15 km südlich gelegene Hahnenkammsee, das erste künstliche Gewässer im Landkreis Weißenburg-Gunzenhausen überhaupt, und der 14 km westlich gelegene Dennenloher See zählen zum Fränkischen Seenland, obwohl sie nichts mit dessen wasserwirtschaftlicher Aufgabe zu tun haben.
Die Seen haben insgesamt fast 20 km² Wasserfläche:
- Großer Brombachsee: 8,7 km²
- Altmühlsee: 4,5 km²
- Kleiner Brombachsee: 2,5 km²
- Rothsee: 2,2 km²
- Igelsbachsee: 0,9 km²
- Hahnenkammsee: 0,23 km²
- Dennenloher See: 0,22 km²

## Zweck der Seenlandschaft
Ausschlaggebend für den großen Aufwand war das Ziel, die regional sehr unterschiedlich verteilten Wasservorkommen in Bayern anzupassen. Während das nördliche Bayern wasserarm ist, gibt es südlich der Donau aufgrund der zahlreichen Zuflüsse aus den Alpen etwa dreimal so viel Wasser. Um die Lebensqualität und die wirtschaftliche Entwicklung Nordbayerns – insbesondere im Ballungsraum Nürnberg – zu steigern, sollte ein Wasserausgleich zwischen Nord- und Südbayern geschaffen werden.

## Geschichte
Ein erster Planungsansatz erfolgte schon 1942. Damals waren zwei kleinere Gewässer bei Ornbau und Mitteleschenbach angedacht. Die Idee wurde jedoch bald wieder verworfen. Im Mai 1964 wurde das Gebiet des heutigen Brombachsees als geeignet erachtet, eine Talsperre zur Aufnahme der Altmühlhochwässer zu bilden. Das Bauvorhaben wurde auf Initiative des Abgeordneten Ernst Lechner am 16. Juli 1970 vom Bayerischen Landtag beschlossen, am 4. Juli 1974 erfolgte der Stollenanschlag für den Überleiter durch Minister Bruno Merk. Der Kleine Brombachsee, der Igelsbachsee und der Altmühlsee wurden am 1. August 1986 vom damaligen Ministerpräsidenten Franz Josef Strauß ihrer Bestimmung übergeben. 1993 wurde die Wasserüberleitung aufgenommen. Am 20. Juli 2000 erfolgte mit der offiziellen Einweihung des Großen Brombachsees durch Ministerpräsident Edmund Stoiber der Bauabschluss. Für den Bau wurde 1971 eigens eine Behörde geschaffen, das Talsperren-Neubauamt Nürnberg. Seit dem Abschluss der Bauarbeiten wird das Überleitungssystem vom Wasserwirtschaftsamt Ansbach (WWA Ansbach) betreut. Um den Unterhalt des Rothsees kümmert sich das Wasserwirtschaftsamt Nürnberg (WWA Nürnberg).

## Abgegangene Orte

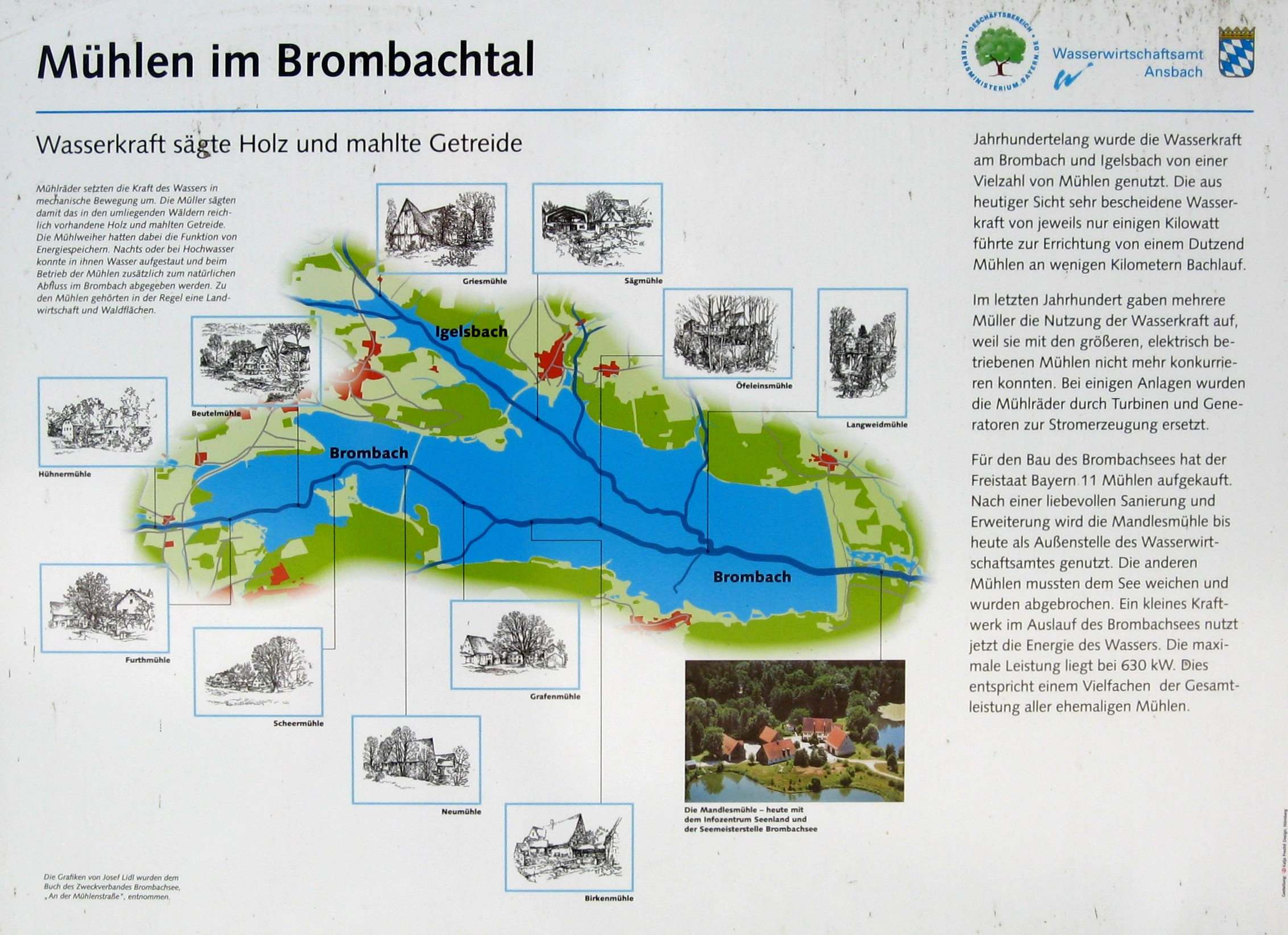
Infotafel am Nordufer des Brombachsees zu den abgegangenen Mühlen

Zum Bau von Igelsbachsee, Großem Brombachsee und Kleinem Brombachsee mussten die Einöden Beutelmühle, Birkenmühle, Furthmühle, Grafenmühle, Griesmühle, Hühnermühle, Langweidmühle, Neumühle, Scheermühle, Spagenhof, Sägmühle, Ziegelhütte, Öfeleinsmühle sowie ein Betonwerk (Huber & Riedel) abgerissen werden. Die Anwesen und ihre Fluren wurden dafür vom Bayerischen Staat aufgekauft. Die Langweidmühle und die Furthmühle wurden an anderen Stellen neu errichtet, die Hühnermühle blieb als Ortsteilname von Pfofeld erhalten. Der Birkenhof nördlich von Absberg zwischen den beiden Gewässern Igelsbach und Gänsbach, dessen Flur ebenfalls im Großen Brombachsee versank, bestand bereits 1962 nur noch als Scheune. Die durch den Stauseebau aufgegebene Mandlesmühle, heute östlich des Großen Brombachsees gelegener Ortsteil von Pleinfeld, wird vom Wasserwirtschaftsamt Ansbach als Infozentrum „Seenland – Wasser für Franken“ genutzt.

## Funktionsweise
Die Wasserverteilung zwischen den wasserreichen und wasserarmen Gebieten geschieht durch Überleitung von Altmühl- und Donauwasser auf zwei getrennten Wegen:
- Altmühlwasser: Im mittelfränkischen Altmühltal herrscht aufgrund der ausreichenden Niederschlagsmenge im Einzugsgebiet kein Wassermangel. Winter- und Frühjahrshochwasser der Altmühl werden aufgestaut und vermindern das Hochwasser im Unterlauf der Altmühl und der Donau. Durch dieses Wasser wird die durch intensive industrielle und landwirtschaftliche Nutzung in Mitleidenschaft gezogene Wassergüte von Regnitz und Main verbessert. Westmittelfranken, in dem eine intensive landwirtschaftliche Nutzung nicht möglich und auch relativ wenig Industrie angesiedelt ist, wurde durch die gleichzeitige Schaffung eines Naherholungsgebietes für den Ballungsraum Metropolregion Nürnberg strukturell gefördert. Bei Hochwasser am Pegel Gern bei Ornbau wird dem Altmühlsee Wasser über den Altmühlzuleiter zugeführt. Dort wird es zwischengespeichert und bei Pegelüberschreitung über den Altmühlüberleiter an den Kleinen Brombachsee abgegeben. Von dort aus fließt das Wasser zuerst über den Großen Brombachsee und den Brombach in die Schwäbische Rezat, bei Georgensgmünd in die Rednitz und anschließend weiter nach Nürnberg, bevor es über die Regnitz den Main erreicht. Es kann also Wasser, das normalerweise über die Altmühl in der Donau landen würde, bei Bedarf in Richtung Main umgeleitet werden.

- Donauwasser: Davon getrennt erfolgt über den Main-Donau-Kanal mit Hilfe des Rothsees die Regulierung des Wasserstandes in der Scheitelhaltung. Bei hohem Wasserstand in der Donau wird Wasser über den Kanal in den Rothsee geleitet, das bei Bedarf über die Kleine Roth und die Roth an die Rednitz abgegeben wird.

## Maßnahmen
Unter Berücksichtigung des Naturschutzes wurden ca. 2000 ha Landfläche in Stauseen und Straßen umgewandelt, die Seenlandschaft kultiviert und Rahmenbedingungen zur Entstehung von Fremdenverkehr geschaffen. Zu den landschaftsschützenden Maßnahmen zählt die Schaffung von Naturschutzgebieten, wie beispielsweise die Vogelinsel im Altmühlsee oder die Flachwasserbereiche des Großen Brombachsees.

## Tourismus
Durch die Seen entstand auch ein Naherholungs- und Fremdenverkehrsgebiet. Neben Liegewiesen, Bade- und Sandstränden wurden Wander- und Radwege, Segelreviere sowie Kite- und Windsurf-Möglichkeiten eingerichtet. Auch Angeln ist möglich.
Nicht nur die sieben Seen machen das fränkische Seenland attraktiv, sondern auch kulturelle Highlights, wie beispielsweise der Limes, ein UNESCO-Welterbe, der mitten durch das Gebiet des fränkischen Seenlandes verläuft.
Mit 1,3 Millionen Übernachtungen wurde 2023 ein neuer Rekord verzeichnet.

## Fischfauna
In den Gewässern des Fränkischen Seenlandes gedeihen eine Vielzahl von in Mitteleuropa vorkommenden Fischarten wie Aale, Hechte, Zander, Seeforellen, Regenbogenforellen, Welse und Friedfische wie Karpfen, Schleien, Rotaugen, Rotfedern, Brachsen und viele mehr. Während sich im Brombachsee eine stabile Flussbarschpopulation gebildet hat, ist die Anzahl der gefangenen Hechte über einen Meter Länge aufgrund des hohen Angeldrucks rückläufig.